# Ermin Rakovič
Ermin Rakovič, slovenski nogometaš, * 7. september 1977, Maribor.
Rakovič je večji del kariere igral v slovenski ligi za klube Slovan, Ljubljana, Celje, Olimpija, Maribor, Mura, Domžale, Interblock, Drava Ptuj, Olimpija (2005) in Ljubljana (2005). Skupno je v prvi slovenski ligi odigral 267 prvenstvenih tekem in dosegel 108 golov. Ob tem je igral še v portugalski, izraelski, turški, kitajski in avstrijski ligi. 
Za slovensko reprezentanco je med letoma 2001 in 2007 odigral petnajst uradnih tekem in dosegel en gol. Edini gol za reprezentanco je dosegel leta 2003 na prijateljski tekmi proti švicarski reprezentanci.